# Kharavela
Der indische Eroberer Kharavela (* um 209 v. Chr. (?); † nach 170 v. Chr. (?)) war der dritte König aus Kalinga (heute Odisha) der Chedi-Dynastie. 

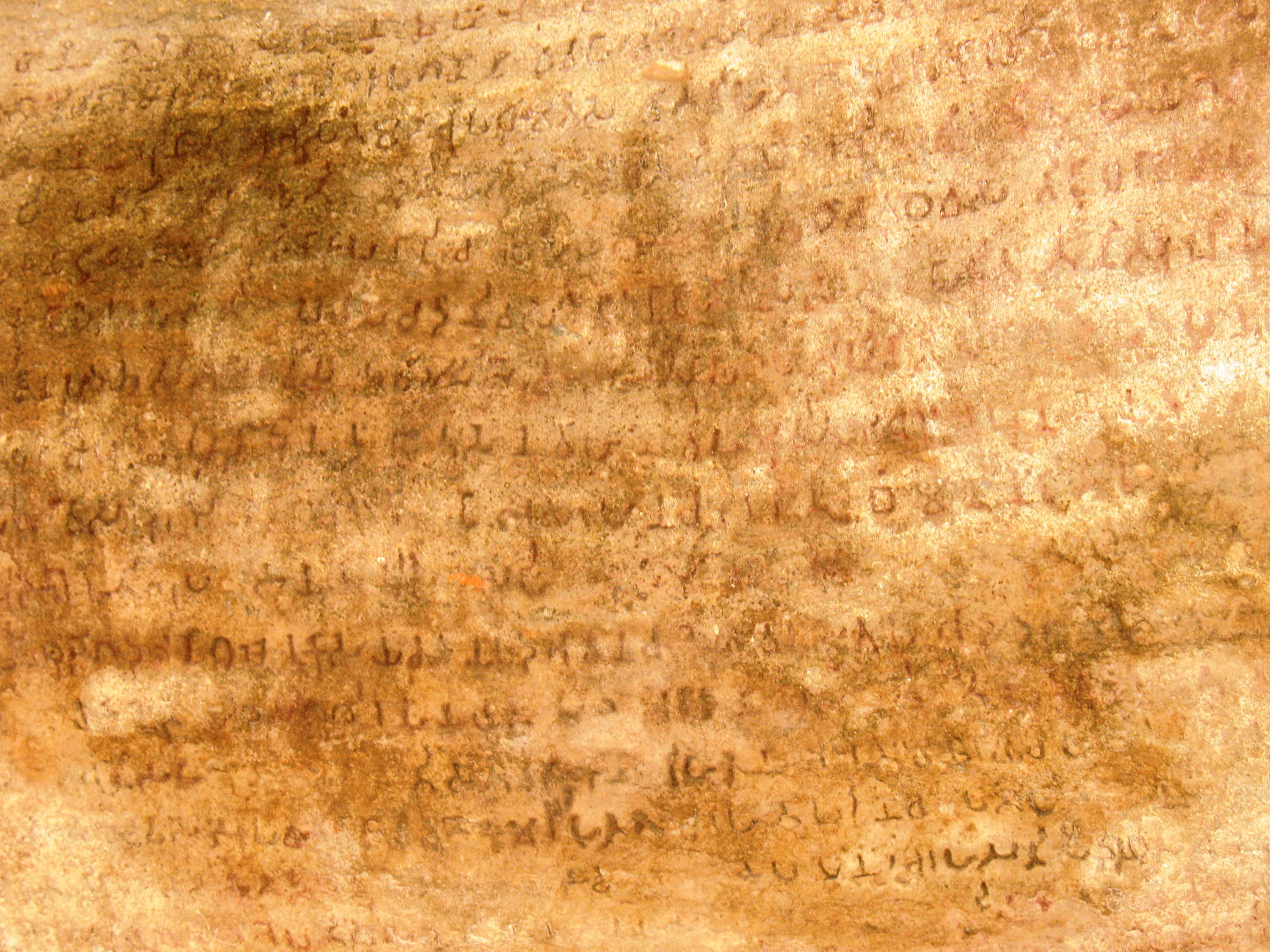
Udayagiri – Hathigumpha-Inschrift

Seine Taten sind nur aus der Hathigumpha-Inschrift in der jainistischen Klosteranlage von Udayagiri bei Bhubaneswar bekannt. Der Zeitpunkt des Aufstiegs dieser Dynastie und der benachbarten Shatavahana-Dynastie (deren König Satakarni in seiner Inschrift erwähnt wird) scheint nicht endgültig geklärt zu sein, er vollzog sich entweder analog zum Untergang des Maurya-Reiches (um 185 v. Chr.) oder erst in der Mitte des ersten Jahrhunderts v. Chr. König Kharavela soll die griechischen Eroberer zurückgeworfen und in seinem zwölften Regierungsjahr die Shunga-Hauptstadt Pataliputra erobert haben. Aus Pataliputra führte er eine Statue nach Kalinga zurück, die der Nanda-König Mahapadma rund 300 Jahre vorher aus seinem Land entführt hatte. Er scheint in seinem 13. Regierungsjahr abgedankt zu haben. Kharavela war Anhänger des Jainismus. Er ließ auch Musik und Tanz wieder zu, die beide in der Maurya-Zeit verboten waren. Nach ihm regierte noch ein Sohn namens Kudepasiri, dann scheint das Reich mangels staatlichen Zusammenhalts verfallen zu sein.